# Räumotter

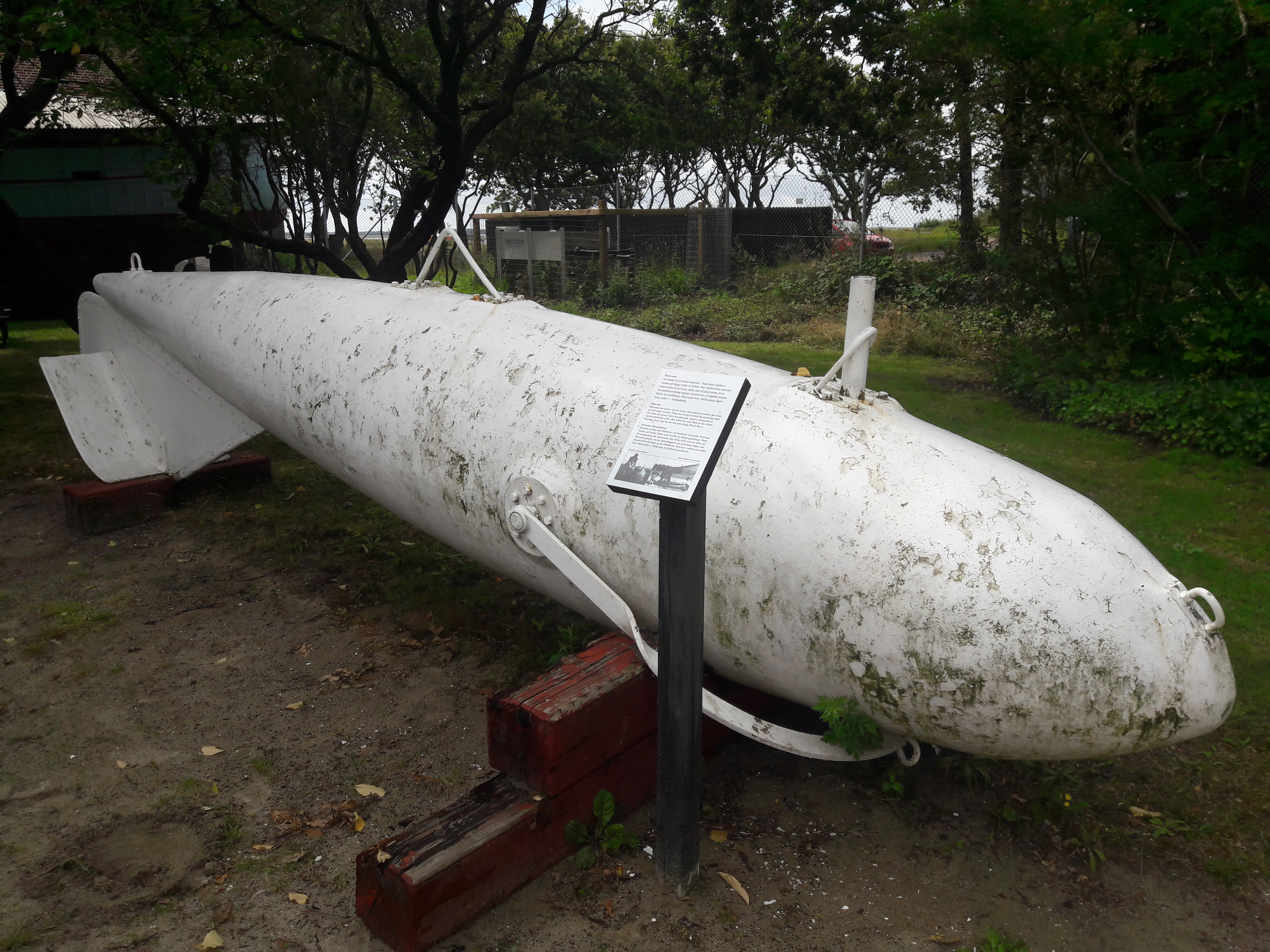
Räumotter im Fischerei- und Seefahrtsmuseum Esbjerg, Juli 2020.

Die Räumotter (engl. paravane, auch Otterräumgerät (ORG) oder nur Otter) ist ein technisches Hilfsmittel für das Minensuchen und die Minenräumung.
Ein ursprünglicher Paravane ist ein von einem Schiff über eine Schleppleine gezogener Unterwassergleiter, welcher 1917 als Type Q (oder auch High Speed Submarine Sweep) mit einer Sprengladung ausgestattet war. Diese Sprengladung konnte durch Berührung oder vom schleppenden Schiff über das Schleppkabel aus gezündet werden. Später wurde die Konstruktion durch den Wegfall der Sprengvorrichtung vereinfacht und der Gleiter mit einem Schneidwerkzeug versehen. Für den Einsatz als sogenannten Räumotter konnte der Gleiter durch die Schleppleine die Ankerketten von Seeminen (Ankertauminen) erfassen, diese glitt an der Schleppleine entlang zu dem Schneidwerkzeug an der Seite oder im Kopfbereich der Räumotter und die Ankerkette wurde durch dieses durchtrennt. Die Seemine stieg an die Wasseroberfläche auf und konnte dort entschärft werden.
Der Unterwassergleiter hat eine Tropfenform mit einem meist passiven Leitwerk am Heck und zwei seitlichen „Flügeln“ im vorderen Bereich. Zum Schutz der Räumotter bzw. zum Leiten der Ankerkette zum Schneidwerkzeug konnte am Bug noch ein Schutzbügel angebracht sein. Die Konstruktion war insgesamt um die 480 kg schwer.

## Geschichte

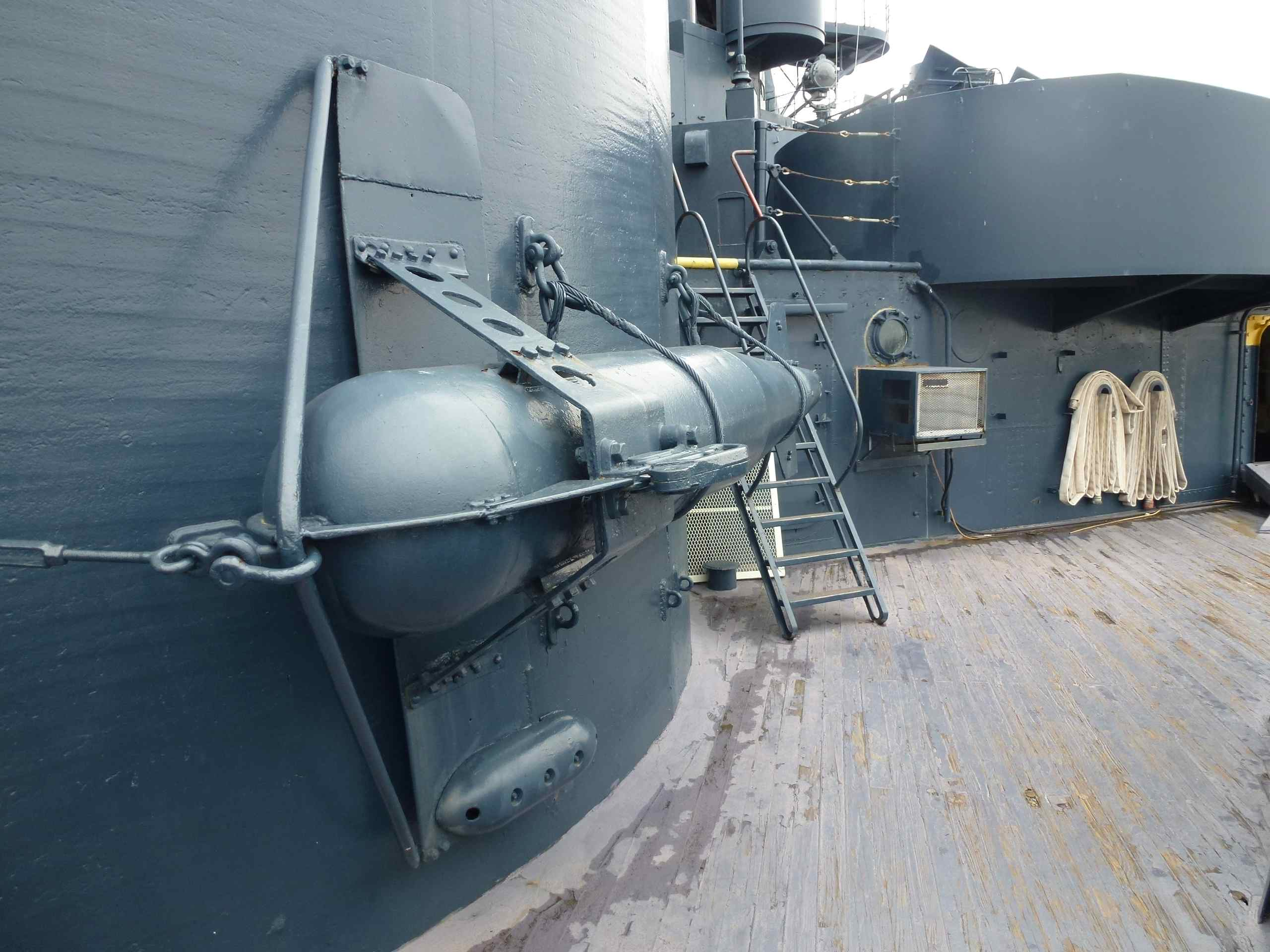
Ein Räumotter an Deck des Museumsschiffs Texas, 2014

Die ursprüngliche Konstruktion wurde durch den englischen Offizier, Erfinder und späteren Politiker Dennistoun Burney 1917 zum Patent angemeldet und fand bei der Royal Navy im Ersten Weltkrieg Anwendung. Die Idee wird aber dem Commander; später Vice Admiral und Politiker; Cecil Usborne zugeschrieben.
Im Oktober 1914 waren durch Burney die ersten Pläne vorgelegt worden, im Mai 1915 startete eine Testphase auf einem britischen Zerstörer und im August 1915 wurde der Konstruktion eine zufriedenstellende Wirkung attestiert, sodass ein flächendeckender Einsatz der unterschiedlichen Typen von Paravanen bei der Royal Navy vorgesehen wurde. Ab 1916 kam dann der vereinfachtere Type M oder Otter zur Anwendung. Insgesamt wurden mindestens 20 unterschiedlichen Typen für die Royal Navy konstruiert, welche alle mit einer Typbezeichnung unter dem Namen Mark einsortiert wurden, wie z. B. Type T, Mark I. Im Ersten Weltkrieg wurden unterschiedliche Typen parallel eingesetzt und zeichneten sich u. a. durch unterschiedliche Gewichte der Paravane und damit Einsatzmöglichkeiten aus.
Im deutschen Sprachgebrauch der Kriegsmarine wird das Gerät als Räumotter oder nur als Otter bezeichnet und fand Einsatz auf den Minensuchbooten der Minensuchflottillen. Die Namensgebung wird dabei einerseits mit der Körperform eines Otters in Zusammenhang gebracht. Andere Herleitung des Namens bezieht sich auf den sogenannten Otterkran, welcher die Räumotter vom Deck aus ausbringen konnte.

## Einsatzform
Das Gerät wurde ursprünglich zum Eigenschutz als Bugschutzgerät bei größeren Kriegs- oder Handelsschiffen, wie z. B. die Centaur, eingesetzt. Meist kamen auf beiden Schiffsseiten jeweils eine Paravane zum Einsatz und konnten Seeminen von der Detonation in Bordwandnähe abhalten.
Paravane wurden auch für das Minensuchen und -räumen am Bug befestigt. Zusätzlich erfolgte die Abwehr von U-Booten durch ausgebrachte Paravane. Im Ersten Weltkrieg setzten hauptsächlich Zerstörer die Paravane für diese beiden Methoden ein.
Die mit Sprengstoff bestückte Paravane wurde bevorzugt gegen U-Boot eingesetzt und kam z. B. bei den britischen Zerstörern der Acheron-Klasse zum Einsatz. Ebenso wurden Schleppleinen mit Sprengladungen oder Reibstellen, um die Ankerkette frühzeitiger zu trennen, verwendet.
Ab 1929 wurden Paravane auch als Heckgerät zum Minensuchen und -räumen verwendet. Dies wurde die präferierte Anwendung im Zweiten Weltkrieg.

## Handhabung

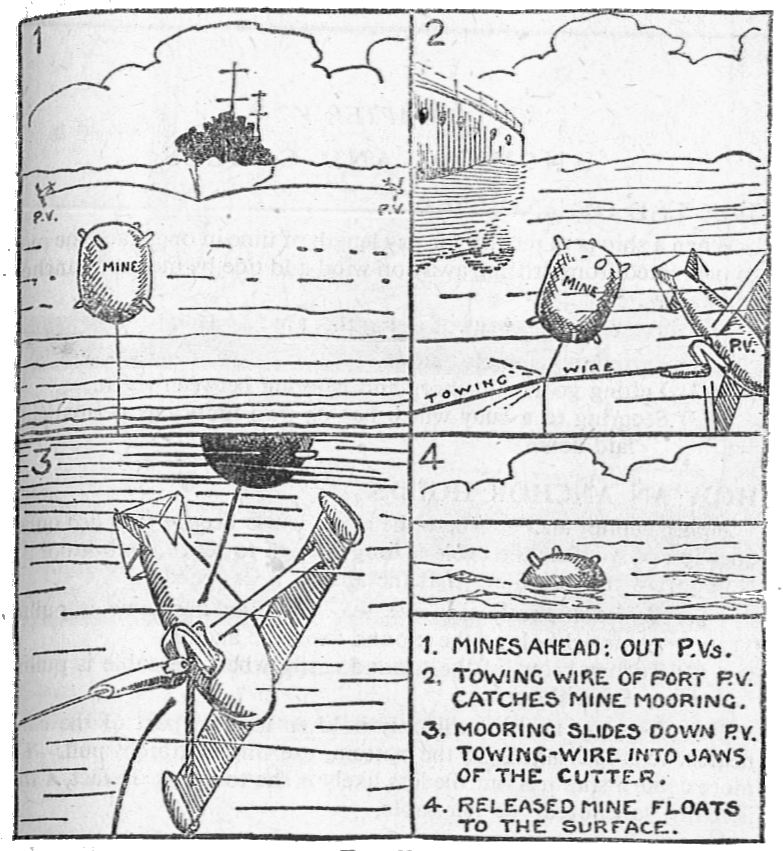
Verwendungsbeschreibung einer Räumotter, 1943

Je nach Nutzung der Heißaugen/Ösen der Räumotter konnte zwischen Backbord und Steuerbord gewechselt werden. An der Ausbringungsseite wurde die Räumotter per Kran zu Wasser gelassen.
Nach dem Aussetzen der Räumotter ziehen die Flügel sie seitlich vom Schleppschiff weg und spannen dadurch die Schleppleine. Für die Positionskennzeichnung der Räumotter konnte an der Wasseroberfläche eine Spurboje verwendet werden. Die Räumotter konnte über die Länge der Schleppleine die Tiefe ohne Schwimmer selbsttätig halten und ein extra Scherdrachen war nicht mehr erforderlich. Damit konnte die Räumotter universellerer als das klassische Räumgeschirr eingesetzt werden. Dabei wird meist eine Tiefe von 1,5 m unter der Höchsttiefe des Schiffs gehalten. Neben einer straffen Schleppleine ist der Schleppwinkel in einem stumpfen Winkel zum Schiffskurs zu halten. Die übliche Geschwindigkeit bei der Minensuche liegt bei 9 kn.
Wurde eine Seemine unter Wasser erfasst, so berührte die Ankerkette der Mine die Schleppleine und die Ankerkette läuft entlang der Schleppleine zur Räumotter. Am Ende der Schleppleine geht die Ankerkette in das Schneidwerkzeug, welches an der Räumotter befestigt ist. Die Seemine steigt an die Wasseroberfläche. Lässt sich die Ankerkette nicht durchtrennen, wird die Räumotter durch Schiffsbewegungen an die Mine bewegt und die Mine wird durch die Räumotter gezielt ausgelöst. Eine an die Wasseroberfläche gebrachte Seemine wurde z. B. durch Gewehrschüsse zur Sprengung gebracht.